# 22156 Richoffman
22156 Richoffman este un asteroid din centura principală de asteroizi.

## Descriere
22156 Richoffman este un asteroid din centura principală de asteroizi. A fost descoperit pe 21 noiembrie 2000 la Socorro, New Mexico, în cadrul proiectului LINEAR. Asteroidul prezintă o orbită caracterizată de o semiaxă mare de 2,30 ua, o excentricitate de 0,19 și o înclinație de 2,6° în raport cu ecliptica.